# قره‌ملک (ازنا)
قره‌ملک یک منطقهٔ مسکونی در ایران است که در دهستان جاپلق شرقی واقع شده‌است. قره‌ملک ۱۹۸ نفر جمعیت دارد.